# Edward Ruscha
Edward Ruscha, né le 16 décembre 1937 à Omaha, Nebraska, est un peintre, photographe et réalisateur américain. Il est connu pour ses peintures et dessins incluant des mots ou des phrases, ainsi que pour ses livres d'artistes qui ont marqué l'histoire de l'art des années 1960 à la fois dans le pop art et l'art conceptuel.

## Biographie
Edward Ruscha est né dans le Nebraska dans une famille catholique romaine d'origine allemande, avec une petite sœur, Shelby, et un petit frère, Paul. Son père, Edward Ruscha, Sr., travaillait dans la compagnie d'assurance The Hartford. Sa mère, Dorothy Ruscha, l'a toujours encouragé dans son aptitude et son intérêt pour l'art. Dans sa jeunesse, Edward Ruscha était intéressé par le dessin et a développé cet intérêt tout au long de son adolescence. Il a vécu une quinzaine d'années à Oklahoma City avant de déménager pour Los Angeles où il a étudié la photographie au Chouinard Art Institute de 1956 à 1960.
Après l'obtention de son diplôme, il a travaillé pour l'imprimeur Carson-Roberts Advertising Agency à Los Angeles, ce qui lui a donné le goût et l'idée originale d'utiliser le livre comme un médium dans le domaine des beaux-arts. Les photographies de Ruscha sont destinées à ces premiers livres d'artistes américains qui paraissent au début des années 1960. Elles revendiquent leur banalité à la fois dans le thème et dans la technique. Elles n'ont en elles-mêmes aucune prétention artistique, mais recherchent au contraire l'absence de style. Ruscha publie une série de livres inspirés par la vie américaine. Ce sont des instantanés de stations-services, d'immeubles, de palmiers californiens. La photographie est aussi moyen pour se libérer de l'influence de l'expressionnisme abstrait en matière de peinture. Ruscha est influencé par Robert Rauschenberg, Jasper Johns et Marcel Duchamp.
En 1963, Ed Ruscha organise sa première exposition personnelle à la galerie Ferus. Large Trademark with Eight Spotlights et Noise, Pencil, Broken Pencil, Cheap Western y sont présentées.
En 1965, Ed Ruscha rencontre Danna Knego, une animatrice du studio Hanna-Barbera. Les deux ont été mariés de 1967 à 1972. Ils se sont remariés en 1988, à Las Vegas. Le couple a deux enfants, Edward « Eddie » Ruscha Jr. et Sonny Bjornson.
Dans les années 1970, il réalisé deux courts métrages en 16 mm, Premium et Miracle.

## Naissance du Pop Art
Ruscha est reconnu pour ses peintures incorporant des mots et des phrases, et pour ses nombreux livres d'artistes, qui sont liés à la fois au mouvement pop art et à l'art conceptuel.
En 1962, les travaux de Ruscha ont fait partie de l'exposition « New Painting of Common Objects » au Norton Simon Museum à Pasadena, à côté d'autres artistes tels que Roy Lichtenstein, Andy Warhol, Robert Dowd, Phillip Hefferton, Joe Goode, Jim Dine, et Wayne Thiebaud. Cette exposition est historiquement considérée comme l'une des premières expositions Pop Art aux États-Unis.

## Œuvre
L'artiste Ed Ruscha est ainsi souvent assimilé à des mouvements tels que l'art conceptuel ou le pop art. Cependant, l'artiste refuse toute classification et continue à se définir comme peintre malgré la diversité des médiums qu'il emploie - notamment la photographie et la forme du livre pour lesquels il est plus connu.
Toutes les formes qu'il utilise - que ce soit la photographie, la peinture ou le livre, se relient entre elles et ajoutent de la richesse à l'unité de son œuvre.
Son premier livre Twentysix Gasoline Stations (1963) est ainsi issu d'une série de photographies portant le même nom et réalisée en amont, à laquelle il donne la forme du livre. Ils déclinent aussi ses photographies sous la forme de peintures et dans lesquelles il reprend l'aspect graphique de l'objet qu'est la station essence.
Ses livres dévoilent alors des collections d'images reliées par un sujet/objet commun dont le processus est repris par la simple variation de l'objet choisi et donc aussi le titre.
Le caractère anodin du sujet traité permet de créer une attention particulière sur un objet commun, et donc dénué de tout caractère esthétisant.
La forme simple du sujet traité se retrouve aussi dans la forme du livre. Tous les livres d'Ed. Ruscha prennent une forme sobre, balayant tous les caractères esthétiques ou précieux du livre d'art. Ainsi Twentysix Gasoline Stations peut apparaître comme une partition ou un procédé de travail pour ses livres suivants.
Cette recherche de sobriété est motivée par une exigence de faire correspondre la forme et le fond afin de viser l'essentiel d'un propos dénaturé de tout artifice.
Les sujets traités par Ed Ruscha reviennent alors comme des motifs dans son œuvre et sont repris sous différentes formes (peinture, dessin, photographie, livre).
L'aspect sériel et répétitif de son travail l'on souvent rapproché des artistes pop art, même si lui-même refuse toute assimilation ou classification.
Peut être ce refus d'être lui-même classifié questionne ou répond à son travail du livre, qui très souvent opère des classifications qui finissent toujours et naturellement par dévoiler leur impossible neutralité et exhaustivité.
Les livres créés par Ruscha ont influencé et continuent d'influencer de nombreux artistes encore aujourd'hui. Nombreux vont se réapproprier ses livres, comme des modèles, - reprenant le même titre, la même forme voire la même couverture, en hommage à l'artiste. L'ouvrage Various Small Books référence quatre-vingt-un de ces livres d'artistes.

## Prix et récompenses
- 1956 : Premier prix en conception graphique (graphic design) offert par la chambre du commerce d'Oklahoma City[7]
- 1967 : Prix en peinture décerné par le National Council on the Arts[7]
- 1974 : Médaille en graphique de l'école de peinture et de sculpture de Skowhegan[7]
- 2001 : Honorary doctorate degree du California College of the Arts[8]
- 2006 : Prix culturel de la Société allemande de photographie
- 2015 : Trésor culturel d'Oklahoma

## Collections, exposition
- 1962 : Large Trademark with Eight Spotlights, au Whitney Museum of American Art, à New York.
- 1962 : prend part à l'exposition « New Painting of Common Objects » au Norton Simon Museum à Pasadena, considérée comme l'une des premières expositions "pop art"
- 1963 : première exposition personnelle au Ferus Gallery, Los Angeles.
- 1965-1968 : The Los Angeles County Museum of Art on Fire, au Hirschhorn Museum and Sculpture Garden, à Washington D.C.
- 1973 : la galerie Leo Castelli, New York.
- 1983 : San Francisco Museum of Modern Art. L'exposition voyage à Whitney Museum of American Art, à Vancouver Art Gallery, à San Antonio Museum of Art, et à Los Angeles County Museum of Art).
- 1989 : Centre Georges Pompidou, Paris.
- 1998 : le musée J. Paul Getty à Los Angeles organise une rétrospective consacrée uniquement aux œuvres de Ruscha sur papier.
- 1999 : Walker Art Center, Minneapolis a monté Edward Ruscha: Editions 1959-1999. En 2000 l'exposition voyage à LACMA, Los Angeles.
- 2000 : Hirshhorn Museum and Sculpture Garden, Washington, D.C.
- 2001 : Museo Nacional Centro de Arte Reina Sofia, Madrid.
- 2004 : deuxième rétrospective d'œuvres sur le papier à Whitney Museum of American Art, New York. La rétrospective voyage à Museum of Contemporary Art, Los Angeles, et à National Gallery of Art, Washington, D.C.
- 2004 : Museum of Contemporary Art à Sydney fait une sélection de travaux de Ruscha qui voyage à Museo Nazionale delle Arti del XXI Secolo, Rome et à Scottish National Gallery of Modern Art, Edinburgh.
- 2005 : représente les États-Unis à la Biennale de Venise.
- 2006 : rétrospective des photographies à la Galerie nationale du Jeu de Paume, Paris[3]. La rétrospective voyage à Kunsthaus de Zürich, et à Musée Ludwig, Cologne.
- 2009 : rétrospective des peintures, Ed Ruscha: Fifty Years of Painting, Hayward Gallery, Londres. La rétrospective voyage à Haus der Kunst, Munich, et à Moderna Museet, Stockholm.
- 2011 : Ed Ruscha: Road Tested, Modern Art Museum of Fort Worth, Texas.
- 2015 : Biennale d'art contemporain de Lyon.
- 2015 : expositions « Prints and Photographs » et « Books & Co. » à la Galerie Gagosian, Paris
- 2021 : Ed Ruscha: OKLA, Oklahoma Contemporary Arts Center

## Filmographie
Par ordre chronologique
- Mason Williams. couleur, 16 mm, inachevé (1968)
- Premium. 24 min, couleur, son magnétique, 16 mm : New York, Castelli-Sonnabend (1970)
- Miracle 28 min, couleur, son optique, 16 mm : New York, Castelli-Sonnabend (1975)

## Livres d'artiste
- Twentysix Gasoline Stations, 1963
- Various Small Fires, 1964
- Various Small Fires and Milk, 1964
- Some Los Angeles Apartments, 1965
- Every Building on the Sunset Strip, 1966
- Thirtyfour Parking Lots, 1967
- Royal Road Test, 1967
- Business Cards, 1968
- Nine Swimming Pools and a Broken Glass, 1968
- Crackers, 1969
- Real Estate Opportunities, 1970
- Babycakes, 1970
- A Few Palm Trees, 1971
- Records, 1971
- Dutch Details, 1971
- Colored People, 1972